# ペンズハーストのハーディング男爵
ペンズハーストのハーディング男爵（ペンズハーストのハーディングだんしゃく、英: Baron Hardinge of Penshurst）は、イギリスの貴族、男爵、連合王国貴族爵位。インド総督のチャールズ・ハーディングが1910年に叙されたのに始まる。ハーディング子爵家の分家筋。

## 歴史
第2代ハーディング子爵チャールズ・ハーディング(1822-1894)の次男で外交官のチャールズ・ハーディング (1858–1944)は、1910年7月21日の勅許状により連合王国貴族爵位「ケント州ペンズハーストにおけるペンズハーストのハーディング男爵（Baron Hardinge of Penshurst, of Penshurst in the County of Kent）」に叙せられた。彼はこの後、1910年から1916年にかけてインド総督を務めている。初代男爵が1944年に死去した際、長男エドワードが第一次世界大戦で戦死していたため、次男アレクサンダーが爵位継承した。
その2代男爵アレック・ハーディング(1894-1960)は、1936年から1943年にかけてエドワード8世とジョージ6世の国王秘書官を務めた。
2代男爵の死後、その長男のジョージ・ハーディング(1921–1997)が3代男爵を継承。彼の死後にはその長男のジュリアン・ハーディング(1945-)が4代男爵を継承し、現在に至っている。
男爵家の紋章に刻まれるモットーは『国王と国家のために（Pro Rege et Patria）』。

## ペンズハーストのハーディング男爵 (1910年)
- 初代ハーディング男爵チャールズ・ハーディング (1858–1944)
  -  †エドワード・チャールズ・ハーディング（1892-1914）[2]
- 第2代ハーディング男爵アレグザンダー・ヘンリー・ルイス・ハーディング (1894–1960)
- 第3代ハーディング男爵ジョージ・エドワード・チャールズ・ハーディング(1921–1997)
- 第4代ハーディング男爵ジュリアン・アレグザンダー・ハーディング (1945-)
  - 法定推定相続人は現当主の弟ヒュー・フランシス・ハーディング (1948-)